# Frederik Adler Pløyen
Frederik Adler Pløyen (2. juli 1764 i Christianssand – 8. februar 1849 i København) var en dansk diplomat, far til Christian Pløyen.

## Karriere
Han var søn af sorenskriver, justitsråd Henrik Pløyen og Mette Ottelia Mørch, blev 1782 student fra Helsingør, hvor han havde gået i skole siden 1780, tog filosofikum 1783 og blev 1786 cand.jur. Fra omkring 1791 var Pløyen konsulatssekretær i Algier, blev 1795 fungerende sekretær i Stockholm, 1796 virkelig sekretær, men blev 1798 hjemkaldt til tjeneste som 3. sekretær i Udenrigsdepartementet. Her blev han 1800 2. sekretær, 1802 legationsråd med justitsråds rang, 1812 gehejmelegationsråd med virkelig etatsråds rang og 28. januar 1813 Ridder af Dannebrog.

### Forhandlinger om statslån
Pløyen var i 1815 medlem af kommissionen til opgørelse af det finansielle mellemværende med Norge. I eftersommeren 1824 sendtes han til Paris med fuldmagt til at forhandle med baron Rothschild om et statslån på 5½ mio. £. Efter et halvt års forhandlinger brød han pludselig med huset Rothschild, selvom et godt resultat var i hus. I stedet afsluttede han den 9. marts 1825 en kontrakt med bankhuset Theo. Wilson & Co. i London om et statslån på 5½ mio. £ på så gunstige vilkår, at han som belønning af kongen fik udbetalt 20.000 Rbdl. sølv.
Pløyen blev i Paris et halvt års tid for at bistå generalkonsul J.H.C. Hoppe med at fremføre kravet om erstatning for underhold af franske tropper i Danmark under Napoleonskrigene. Samarbejdet med Hoppe mislykkedes dog helt, og forhandlingerne førte til intet.
Imens ændrede det europæiske lånemarked hastigt karakter. Finanshuset Wilson kom i vanskeligheder, og gennem de derved nødvendige nye lånetransaktioner tabte den danske statskasse over 5 mio. kr. Kort efter hjemkomsten fra Paris fik Pløyen pludselig sin afsked, 18. oktober 1825, dog i nåde og med pension.
Anledningen dertil var formentlig et af Hoppe til regeringen indgivet brev, hvori Pløyen krævede sin provision af huset Wilson på trods af gaven fra kongen. Desuden skal Pløyen have brugt en uforsigtig ytring om Frederik VI. Afskeden gjorde Pløyen til en bitter mand, som i resten af sit liv var kritisk over for absolutismen i Danmark.
Pløyen ægtede 30. marts 1798 i Øster Hæsinge Kirke Johanne Jacobine Bachmann (22. november 1775 sammesteds - 17. oktober 1837 i København), datter af sognepræst Hans Peder Hansen Bachmann og Else Hee. 
Han er begravet på Assistens Kirkegård.